# Poliskonstapel
Poliskonstapel är en äldre tjänstegrad inom svenska polisen, motsvarande den nuvarande tjänstegraden polisassistent. Före år 1850 var benämningen för polisman med motsvarande tjänstegrad gevaldiger. I Finland används idag graderna yngre konstapel och äldre konstapel.

## Överkonstapel

Gradbeteckning för en överkonstapel i Finland

Även graden överkonstapel förekom i Sverige, och motsvarar idag polisinspektör. I finska polisen finns graden överkonstapel (finska ylikonstaapeli) fortfarande.